# You to Me Are Everything
You to Me Are Everything is een nummer van de Britse soulgroep The Real Thing uit 1976. Het is de eerste single van hun debuutalbum Real Thing.
"You to Me Are Everything" is een vrolijk liefdesliedje waarin de ik-figuur bezingt hoe hij smoorverliefd is op een vrouw. Hoewel de band eerder ook al singles uitbracht, besloten de leden dat de eerste single van hun debuutalbum een iets commerciëler geluid moest hebben, zodat het op de radio gedraaid kon worden. Dat bleek een juiste beslissing, want het nummer bereikte de nummer 1-positie in het Verenigd Koninkrijk en behaalde daarbuiten ook hitlijsten. In de Nederlandse Top 40 haalde het nummer de 4e positie, en in de Vlaamse Radio 2 Top 30 de 8e.

## NPO Radio 2 Top 2000
| Nummer met noteringen in de NPO Radio 2 Top 2000 | '99  | '00 | '01  | '02 | '03  | '04  | '05  | '06  | '07 | '08  |
| ------------------------------------------------ | ---- | --- | ---- | --- | ---- | ---- | ---- | ---- | --- | ---- |
| You to Me Are Everything                         | 1317 | -   | 1989 | -   | 1872 | 1852 | 1937 | 1924 | -   | 1982 |

1. ↑  Een '-' betekent dat het nummer niet was genoteerd en een vetgedrukt getal geeft de hoogste notering aan.
2. ↑  Deze tabel is bijgewerkt tot en met de laatste editie (2024).